# Vaux-lès-Palameix
Vaux-lès-Palameix är en kommun i departementet Meuse i regionen Grand Est (tidigare regionen Lorraine) i nordöstra Frankrike. Kommunen ligger i kantonen Vigneulles-lès-Hattonchâtel som tillhör arrondissementet Commercy. År 2022 hade Vaux-lès-Palameix 59 invånare.

## Befolkningsutveckling
Antalet invånare i kommunen Vaux-lès-Palameix
| Referens: INSEE |